# Rafael Vidal
Pour les articles homonymes, voir Vidal.
Rafael Vidal est un nageur vénézuélien, né à Caracas le 6 janvier 1964 et mort dans la même ville le 12 février 2005, dans un accident de la route.

## Résultats
Rafael Vidal doit sa notoriété à la conquête de la première médaille olympique du Venezuela en natation. À 19 ans, il remporte ainsi la médaille de bronze aux Jeux olympiques en 1984 sur 200 mètres papillon.
La carrière du nageur tourne court, et un an après sa conquête olympique, Vidal renonce au sport de haut niveau pour se consacrer à ses études universitaires aux États-Unis puis dans les médias vénézuéliens.
Il meurt dans un accident de la route en 2005.